# Ґлімур
Ґлімур (ісл. Glymur) — другий за величиною водоспад Ісландії, висота якого складає 198 метрів (дані за 21 серпня 2014 р.). До 2011 року він вважався найвищим на ісландських теренах, поки не було проведено нових замірів водоспаду біля Морсаурйоукутля.
Він розташований на території Хвалфйордуру — місцевість лісів та високих гір. Наразі, з відкриттям тунелю для проїзду, більшість людей оминають територію фйорду.
Річка Ботнсау, що бере свій початок з озера Хвальватн і неподалік від витоку, поруч з горою Хвальфелл падає з кручі каньйону. Оглянути водоспад можна з оглядового майданчика наприкінці дороги. Добре оснащені туристи можуть оглянути це природне явище по прокладеному маркованому шляху зі східного боку річки Ботнсау.

## Галерея

Фото 1900р. з колекції Фредеріка У. Хауелла
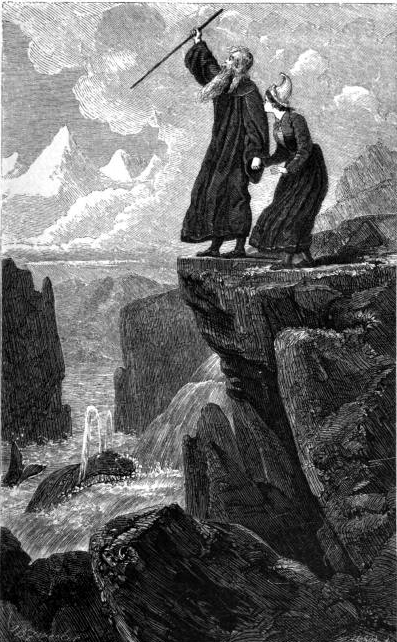
Ілюстрація до Ісландської легенди про Людину-Кита (Rauðhöfði), яка говорить про виникнення водоспаду Ґлімур. 1864р.